# تكبد
تَكَبَّدَ: فعل لازم متعد مصدره تكبُّدًا وهو متكبِّد والمفعول: متكبَّد(للمتعدي) جذرها الثلاثي:كبِد :
1. غلظ وخثر وتخن واشتد
2. (تكبد الأمرَ): قصده
3. (تكبد الشمسُ السماءَ): توسطتها وصارت منتصفها
4. (تكبد الفلاةَ): قدر عليها
5. (تكبد الأمرَ): تحمله بمشقة/ قاساه/تحمل الخسارة (مثال:تكبد الخسارة).